# Balajade (ruisseau)
La Balajade est un ruisseau du département de l'Hérault dans la région Occitanie et un affluent gauche de la Mosson.

## Présentation
Ce n'est qu'un petit ruisseau qui ne mesure que 2,5 kilomètres de long. Ce ruisseau se situe dans l'agglomération de Montpellier, dans le département de l'Hérault. Par temps sec, son débit est insignifiant voire inexistant. Une partie de son parcours est hélàs devenu un dépotoir pour les riverains qui utilisent le ruisseau comme décharge.
Ruisseau intermittent, la Balajade draine l'escarpement de Moncau, versant est des bois de Murles ainsi que les garrigues de la Couneyrède. Elle prend sa source à Blajoux (prononcer Blazous) au Nord de Combaillaux entre les vignes et quelques arpents de maquis. Le ruisseau ne quitte jamais la commune. Par temps de pluie, le ruisseau file dans le val profond qu’il a creusé entre les pitons du vieux village et du hameau des Sajolles. Il longe le Devès de Parrot, s’assagit en traversant les lotissements des Drailles avant de rejoindre la plaine alluviale à Nounel. À l’issue d’un cours d’environ 2 500 mètres, au pied de la tour du mont Redon, gardienne du chemin de Grabels à Valhauquès, ses eaux (quand il y en a) se jettent dans la Mosson.